# River (Kent)
River – wieś w Anglii, w hrabstwie Kent, w dystrykcie Dover. Leży 20 km na południowy wschód od miasta Canterbury i 106 km na wschód od centrum Londynu. W 2001 miejscowość liczyła 3775 mieszkańców.